# سمعان بيت أرشام
سمعان بيت أرشام (السريانية: ܫܡܥܘܢ ܕܒܝܬ ܐܪܫܡ) كان أسقفًا شاميًّا نشر تعاليمه في بداية القرن السادس. كان أسقف بيت أرشام (بيت أرسامس [الإنجليزية])، التي كانت تقع بالقرب من سلوقية وقطسيفون.

## الحياة
كان سمعان معروفًا بأنه مجادل فصيح وعاطفي، ومخلص لإيمانه الأرثوذكسي. كان يجادل النساطرة والمانويين والأوطاخيين ومذاهب مرقيون السينوبى وبرديصان حتى نال لقب "المجادل الفارسى". أمضى معظم حياته في بلاد ما بين النهرين وبلاد فارس يبشر بالمسيحية، حيث عمّد العديد من العرب وكبار علماء الزرادشتية الفارسية والمجوس على يديه. ندّد الملك قباذ الأول بثلاثة مجوس معمدين وزملائهم السابقين، وتم العثور عليهم أمواتًا بعد عشرة أيام من معموديتهم. بحسب يوحنا الأفسسي، تعرض سمعان للتهديد بالقتل واضطر إلى إطالة شعره ولحيته حتى لا يلاحظه أحد.
وقد اندلع تحالف بين الكنيسة النسطورية والملكية الفارسية، وقدم النساطرة أنفسهم باعتبارهم الكنيسة المسيحية الوطنية واتهموا خصومهم بأنهم "الطابور الخامس" للإمبراطورية البيزنطية. ثم قام سمعان برحلته الأولى إلى القسطنطينية، وحصل على رسالة من الإمبراطور أناستاسيوس ليسلمها إلى ملك الفرس، حيث يتوسل إليه ألا ينحاز إلى أي طرف في النزاعات بين المسيحيين في ولايته.
وفي الوقت الذي كان فيه سمعان يقيم في الحيرة، كتب الكاثوليكوس نسطور بَاباي [الإنجليزية] إلى خمسة أساقفة من أتباع المذهب الموحدوي يدعوهم إلى مؤتمر. فأرسل الأخير في طلب سمعان المناظر الشهير، فحزن النساطرة كثيرًا عندما رأوه يصل مع الأساقفة. هذا المؤتمر، الذي يحتل مكانة مهمة في نص يوحنا الأفسسي، عقد على ما يبدو في أرزَان [الإنجليزية] بالقرب من سعرد في مقاطعة نصيبين [الإنجليزية] (عربستان)، على الأقل بحضور المرزبان، الحاكم الإقليمي للحدود الفارسية، الذي كان من المقرر أن يعمل كمحكم. وبحسب الكاتب الموحدوي، انتهى النقاش، بطبيعة الحال، بانتصار سمعان بلا منازع، والذي تمت ترقيته "في هذه المناسبة" (أي تحت بابوية باباي) إلى أسقف بيت أرشام للكنيسة المنشقة الواقعة على نهر دجلة بالقرب من سلوقية وقطسيفون قبل وقت قصير من عام 503 م.
ومع ذلك، واصل سمعان وعظه المتنقل في المملكة الفارسية. لكن بعد فترة، وبناءً على تحريض من الهيراركية النسطورية بحسب يوحنا الأفسسي، أمر الملك قباد أولاً باعتقال جميع الأساقفة ورؤساء الأديرة المونوفيزيّين، فسُجن سمعان في نصيبين لمدة سبع سنوات. وبعد إطلاق سراحه، واصل ترحاله، فزار القسطنطينية. ولاحقًا اختاره الإمبراطور أناستاسيوس ليكون مبعوثًا إلى الملك الفارسي قباد، لمناقشة تخفيف القيود المفروضة على المسيحيين.
في عام 526 بدأت الحرب بين الإمبراطورية البيزنطية والإمبراطورية الساسانية، وقام ملك المناذرة العربي المنذر الثالث بن النعمان بمهاجمة عرب وسريان الشام المتحالفين مع بيزنطة. تم القبض على اثنين من القادة البيزنطيين ذوي الرتبة العالية، تيموستراتوس ويوحنا. وقد دفع هذا جستنيان الأول إلى إرسال المنذر سفارة إلى الحيرة من أجل السلام تتكون من إبراهيم بن أوفراسيوس (ابنه هو نونوسوس المؤرخ) وشمعون من بيت أرشام.
كانت رحلة سمعان الأخيرة للقاء الإمبراطورة ثيودورا في القسطنطينية، حيث توفي حوالي عام 540.

## الرسائل
وفي رسالة تتعلق ببدعة النساطرة والكاثوليكوس بَاباي [الإنجليزية]، كتب الأسقف سمعان:
ثم سافر إلى نجران لمقابلة شهود العيان وكتابة تقرير عن مذبحة المسيحيين التي ارتكبها اليهودي الحميري "ذو نواس" في 25 تشرين الثاني 523 م. ووصف ما حدث في رسالة إلى "شمعون الجابولا [الإنجليزية]":

## فهرس
- المخطوطات السريانية من مكتبة الفاتيكان؛ المجلد الأول، فاتسير 135، العدد 6: رسالة المطران سمعان من بيت أرشام بشأن برصوما وبدع النساطرة. فول. 25ب.
- الرسالة مقدمة من Assemani، BO vol. عنوان IP 359 تسلسل. وقد نشر شروتر في مجلة ZDMG 31، ص 31، رسالة ليعقوب السروجي، وترنيمة ليوهانس بسالتس، ترجمها بولس الرهاوي إلى اللغة السريانية. 363 وما بعدها أنظر أيضا بروكوبيوس، دي بيلو بيرسيكو، ط. 20.